# ダイハツディーゼルNHN
ダイハツディーゼルNHN株式会社は、大阪府茨木市に本社を置き、ドアクローザや自動ドアなどの製造販売を行っていた企業である。ダイハツディーゼルの子会社だったが、リーマンショックの影響および円高による経営不振によって、2009年2月に解散した。
解散後は、橋田技研工業がドアクローザ、自動ドア事業の移譲を受け生産・販売をしている。

## 沿革

### ニッカナ
- 1930年 - 発動機製造大阪工場の敷地に日本金具株式会社を設立、ニッカナの商標でドアチェック、シリンダー錠を製造[1]。
- 1938年 - 日華事変に伴う非鉄金属使用制限令により製造を休止[1]。
- 1949年9月 - ダイハツ工業でドアクローザの生産を開始。日本金具株式会社を国内総販売代理店とする[2]。
- 1959年 - ドアクローザの生産をダイハツ工業からツバサ工業に移管
- 1963年7月 - 販売会社として株式会社ニッカナを設立[3]。
- 1964年1月 - 大阪日本金具製作所をニッカナに吸収合併し、全国的な販売網を確立[3]。

### ツバサ工業
- 1952年9月12日 - オート三輪の販売店から自動二輪発売の要望を受け、ダイハツと阪神内燃機工業の共同出資でツバサ工業株式会社を設立[4]。阪神内燃機工業より茨木工場の譲渡を受け[5]、大阪府茨木市に本社並びに工場を置く[6]。
- 1953年7月 - 「強力・堅牢・経済」をモットーにした実用車、ツバサ号自動二輪車 T-80型（250cc）を発売[6]。ツバサの名は昭和初期のオート三輪から引き継ぎ、ダイハツのディーラーで販売された[4]。T-80型はマイナーチェンジで軽量化されてT-80A型となる[7]。
- 1954年4月 - 琵琶湖一周全日本オートレースに参加し、一着の栄冠を得る。この頃、ツバサ号を関西電力、九州電力、大阪瓦斯などに納入[6]。
- 1955年9月 - シャフトドライブのG-120型登場[7]。
- 1957年 - ダイハツ・ミゼットのエンジン及びリヤアクスル組立品の製造を開始[3]。
  - 3月 - セルモーター付きのGY型発売[7]。
- 1958年10月 - セルモーター装備、ガソリンタンクとヘッドライトを一体化したユニークなデザインのファイター（125cc）発表[7]。
- 1959年
  - 10月 - ダイハツ工業大阪事業部からドアチェックの生産が移管される[3]。
  - 12月 ミゼットの好調によりオートバイ製造を中止[3]。

昭和20年代には中小バイクメーカーが乱立したが、昭和30年代半ばには単車業界の企業格差と淘汰が進んだ。ツバサ号は製品のバラツキやクレームの増大もあり、シェアは広がらなかった。その一方で、当時のオートバイは250ccクラスで150kgもの荷物を積んで走行しており、当時最小クラスの750kg積みオート三輪と二輪車間の潜在的なニーズにこたえるものとして軽三輪車のダイハツ・ミゼットが生まれている。

### ダイハツディーゼル機器
- 1984年 - ツバサ工業をダイハツディーゼル機器に社名変更
- 2000年 - ダイハツディーゼル機器とニッカナを合併してダイハツディーゼルNHNを発足
- 2005年 - 独DORMA社と資本・業務提携
- 2009年 - 会社解散[8]

## 事業所
- 本社：大阪府茨木市
- 東京本部：東京都江東区
- 北陸営業所：石川県金沢市
- 福岡営業所：福岡県福岡市